# Xavier de Choudens
Pour les articles homonymes, voir Choudens.
Xavier de Choudens est un scénariste et réalisateur français né le 29 juin 1973, fils du colonel Jean-Paul de Choudens et de Marie-Josèphe d'Abzac 

## Filmographie
A ce jour, réalisateur et scénariste sur toutes ses réalisations sauf mention.
- 1999 : Générique (court-métrage)
- 2000 : C'est pas si compliqué (court-métrage)
- 2001 : HK (court-métrage) - également producteur et directeur de la photographie
- 2004 : Frères
- 2005 : 00H17 (court-métrage)
- 2007 : Mélodie de la dernière pluie
- 2010 : Joseph et la Fille
- 2019 : Damien veut changer le monde